# Reinis Kaudzīte
Reinis Kaudzīte (* 12. Mai 1839 in Vecpiebalga, Gouvernement Livland; † 21. August 1920 ebenda) war ein lettischer Lehrer und Schriftsteller.

## Leben
Er war ab 1867 Lehrer an der örtlichen Gemeindeschule. In verschiedenen Schriften wandte er sich gegen die kulturelle Dominanz der deutschbaltischen Pastoren. Unter dem Einfluss von Jean-Jacques Rousseau veröffentlichte er ungefähr 900 Aphorismen. Außerdem verfasste er mehrere Schulbücher und zusammen mit seinem Bruder Matīss Mērnieku laiki, den ersten realistischen Roman in lettischer Sprache.
Reinis Kaudzīte wurde mehrmals zum Gemeindevorsteher gewählt. Ab 1904 lebte er an verschiedenen Orten und zog 1913 mit Karlīna Damrozi nach Neubad. 1920 lebte er wieder bei Matīss Kaudzīte, wo er starb.
Das Wohnhaus der Brüder Kaudzīte wurde 1929 zu einem Museum, dem ersten dieser Art in Lettland, umgestaltet. Der Roman „Mērnieku laiki“ erschien 1883 teilweise in deutscher Übersetzung (vollständige Neuausgabe 2012).